# Copa España de Baloncesto
La Copa España es una competición española de clubes de baloncesto, organizada por la Federación Española de Baloncesto (FEB).
Dicha competición se inició en la temporada 2024-25 fusiona las competiciones entre Copa Princesa y Copa LEB Plata, aumentando la participación de los 2 equipos por competición, 4 en total, a una suma de 40 equipos, que aumentaría a 48 en su segunda edición. En esta nueva competición participan equipos de las tres divisiones del baloncesto FEB: Primera FEB, Segunda FEB y Tercera FEB.

## Formato y equipos participantes
El formato que se estableció para su temporada inaugural estaba dividido en una primera fase con ocho grupos de cinco equipos, clasificados atendiendo a criterios geográficos, deportivos y de compensación entre categorías. Cada equipo juega cuatro partidos (dos como local y dos como visitante). Los ochos mejores clasificados de cada grupo pasan a la ronda de cuartos de final, con una eliminatoria a ida y vuelta (emparejamientos con sorteo puro). Los cuatro ganadores disputan la Final Four en sede única.
En la Copa España participan 40 equipos: los dos equipos descendidos de la Liga ACB, los 13 equipos que mantuvieron la categoría en la Primera FEB la temporada anterior, los tres equipos descendidos de la Primera FEB a la Segunda FEB, los tres que ascienden de Segunda FEB a Primera FEB, los 17 mejor clasificados (del 4º al 20º) de la Segunda FEB, y los dos campeones de las dos Fases Finales de Tercera FEB.
Para su segunda edición, se modificó el formato, creciendo el número de equipos hasta 46: los 18 equipos de la Primera FEB (incluyendo a los 13 que mantuvieron la categoría, los dos descendidos de la Liga ACB y los dos ascendidos de la Segunda FEB en la temporada anterior) y los 28 equipos de la Segunda FEB (incluyendo los tres descendidos de la Primera FEB, los 19 equipos que mantuvieron la categoría y los 6 equipos ascendidos de la Tercera FEB). 
El formato se dividirá en una fase previa con los 28 equipos procedentes de la Segunda FEB, divididos en siete grupos de cuatro equipos, atendiendo a criterios geográficos. Cada equipo juega tres partidos, y a partir de los resultados se establece una clasificación general entre todos los equipos, clasificándose a la siguiente fase los catorce mejores. La fase de eliminatorias empieza en los dieciseisavos de final, en los cuales se unen a los 14 clasificados de la fase previa los 18 equipos de Primera FEB. Los cruces, desde dieciseisavos hasta la final, se determinan por sorteo puro, y el equipo de menor categoría (en caso de que sean de la misma categoría, se tiene en cuenta el orden de extracción) contará con el factor cancha a favor. Los equipos que lleguen a semifinales se enfrentarán en una Final Four en sede única, cuyo ganador obtendrá, además del premio deportivo, un premio económico de 50 000 €.

## Historial
| Ed. | Temp.   | Campeón                | Resultado | Subcampeón       | Sede              | MVP              |
| --- | ------- | ---------------------- | --------- | ---------------- | ----------------- | ---------------- |
| I   | 2024-25 | Silbo San Pablo Burgos | 97-69     | Monbus Obradoiro | Coliseum (Burgos) | Gonzalo Corbalán |

## Palmarés

### Clubes
| Club                   | Títulos | Años    | Subcampeonatos | Años    |
| ---------------------- | ------- | ------- | -------------- | ------- |
| Silbö San Pablo Burgos | 1       | 2024-25 | –              | –       |
| Monbus Obradoiro       | –       | –       | 1              | 2024-25 |

### Entrenadores
- 1 Título: Bruno Savignani